# Alberto Imedio
Alberto Imedio (ur. 24 maja 1991) – hiszpański lekkoatleta specjalizujący się w biegach średnich.
W 2009 odpadł w eliminacjach biegu na 1500 metrów podczas mistrzostw Europy juniorów. Rok później był piąty na juniorskich mistrzostwach świata. Ósmy zawodnik młodzieżowego czempionatu Europy (2011). W 2012 został złotym medalistą mistrzostw ibero-amerykańskich. Rok później stanął na najniższym stopniu podium młodzieżowych mistrzostw Europy w Tampere.
Rekordy życiowe w biegu na 1500 metrów: stadion – 3:37,68 (12 czerwca 2013, Huelva); hala – 3:42,34 (15 lutego 2014, Sabadell). 

## Osiągnięcia
| Rok  | Impreza                                   | Miejsce      | Konkurencja             | Pozycja     | Wynik   |
| ---- | ----------------------------------------- | ------------ | ----------------------- | ----------- | ------- |
| 2009 | Mistrzostwa Europy juniorów               | Nowy Sad     | bieg na 1500 metrów     | eliminacje  | 3:55,91 |
| 2009 | Mistrzostwa Europy juniorów               | Nowy Sad     | sztafeta 4 × 400 metrów | eliminacje  | 3:23,93 |
| 2010 | Mistrzostwa świata juniorów               | Moncton      | bieg na 1500 metrów     | 5. miejsce  | 3:41,82 |
| 2010 | Mistrzostwa Europy w biegach przełajowych | Albufeira    | bieg juniorów           | 50. miejsce | 19:11   |
| 2011 | Młodzieżowe mistrzostwa Europy            | Ostrawa      | bieg na 1500 metrów     | 8. miejsce  | 3:51,93 |
| 2012 | Mistrzostwa ibero-amerykańskie            | Barquisimeto | bieg na 1500 metrów     | 2. miejsce  | 3:48,46 |
| 2013 | Młodzieżowe mistrzostwa Europy            | Tampere      | bieg na 1500 metrów     | 3. miejsce  | 3:44,65 |